# Kysing
Kysing er en lille landsby, beliggende i Odder Kommune mellem Norsminde og Rude Strand. Kysing lå som den nordligste landsby i Hads herred. Landsbyens grænser har ofte været oppe til diskussion, da Kysing Kirke (nu ruin) er placeret i Norsminde. Kysing står derfor i flere optegnelser som langt større og som indeholdende den del af Norsminde, der er placeret i Odder Kommune. 
I dag består Kysing af et par gårde og få bebyggelser.
Ved kysten nordøst for landsbyen findes bebyggelsen Kysing Næs.

## Erhverv og infrastruktur
Maleren Ole Grøn har et galleri, der ligger en smykkeforretning og en mindre restaurant - Restaurant Himmel og Hav. Derudover ligger der i Kysing en to-stjernet nudistcampingplads.   
Kysing er forbundet med både Odder og Aarhus via busrute 302. 
|  | Denne artikel om lokaliteten Kysing kan blive bedre, hvis der indsættes et (bedre) billede. Du kan hjælpe ved at afsøge Wikimedia Commons for et passende billede eller lægge et op på Wikimedia Commons med en af de tilladte licenser og indsætte det i artiklen. |

56°00′37″N 10°15′26″Ø / 56.0104°N 10.2571°Ø